# Nina Bangs Plads
Nina Bangs Plads er en plads i Indre By i København. Pladsen fungerer som en del af Pilestræde, der er ført over den i en brolagt S-kurve. Pladsen blev til i begyndelsen af 1970'erne i forbindelse med en omlægning af gaden og udvidelser af Gutenberghus, nu Egmonts kompleks på nordøstsiden. Pladsen blev navngivet i 1990 efter Nina Bang (1866-1928), der var Danmarks første kvindelige minister fra 1924 til 1926.

## Historie og bebyggelse
Nina Bangs Plads ligger på Pilestrædes stykke mellem Møntergade og Landemærket. I middelalderen havde dette gadestykke et noget andet forløb, idet det fra det endnu eksisterende kryds med Møntergade gik længere mod nord til den gamle Østervold. Da volden blev omlagt midt i 1600-tallet blev noget af gadenettet ved den gamle vold ændret, og gaden her blev afkortet til Landemærket. Fra middelalderen og indtil 1881 hed gaden Springgade, fordi byens avlsgård lå her. Her var byens tyre og hingste opstaldet, og her blev hundyrene ført hen, når de skulle "bespringes". Gården blev solgt til Trinitatis Kirke i 1671 til fordel for en udvidelse af deres nu forsvundne kirkegård. Gaden selv brændte fuldstændigt ved Københavns brand 1728 men blev genopbygget i de efterfølgende år. I 1880 havde gaden fået ry for prostitution, så efter ønske fra beboerne blev navnet ændret, så gaden blev en del af Pilestræde i 1881.
I 1920'erne og 1930'erne havde forlaget Gutenberghus, vokseværk omkring den parallelle Vognmagergade. Samtidig ønskede Københavns Kommune at komme af med en række af de såkaldte ildebrandshuse fra 1700-tallet i området, da bebyggelsen var for tæt og den bygningsmæssige standard for lav. I 1933 indgik kommunen og forlaget derfor en aftale om, at ildebrandshusene ved Vognmagergade og Pilestræde skulle rives ned til fordel for Gutenberghus' udvidelser, og at Pilestræde skulle omlægges. Det tog dog nogle årtier at gennemføre planen. I 1930'erne blev der bygget langs Vognmagergades sydvestlige side med bagvedliggende trykkeribygninger, der gjorde indhug i Pilestrædes nordøstlige side.
I begyndelsen af 1970'erne kom turen så til resten af Pilestræde mellem Møntergade og Landemærket, hvor de fleste af de resterende huse blev revet ned. Samtidig blev gaden drejet længere mod syd, så den kom til at ramme Landemærket ud for Suhmsgade. På den nordlige side af det nye gadeforløb opførtes tre 6½-etages kontorblokke, der er lidt forskudte i forhold til hinanden. Facaden er udformet med et større antal præfabrikerede betonelementer med hvert et vindue, der ligger fordybet i en ramme. Desuden blev der opført en fremskudt bygning, der måtte begrænses til to etager af hensyn til de nærliggende Trinitatis Kirke og Rundetårn. Bygningerne blev opført i 1971-1973 efter tegninger af Preben Hansen og Poul Andreasen.
Ved omlægningen af gaden og opførelsen af Gutenberghus' bygninger opstod der en plads udfor den fremskudte bygning. Den blev indrettet af havearkitekterne og ægteparret Edith Nørgaard og Ole Nørgaard i 1973. I det nordlige hjørne er der en større rund forhøjning med nogle trin op til. Her er der et springvand med en lang halvrund bænk omkring. Ved siden af forhøjningen er der en mindre rund beplantet indramning af et træ, der oprindeligt stod i et af Pilestrædes gårde. Desuden er Gerhard Hennings bronzeskulptur Moderne pige opsat her. På det sydlige hjørne er der et andet springvand med en rund brostensindramning men ellers nærmest beliggende i gadeplan.
Ved det sydlige hjørne af pladsen ligger en del af dobbeltejendommen Pilestræde 53-63, Pilehus, der blev opført fra 1983 til 1991 efter tegninger af Flemming Hertz. I nr. 61 ved pladsen udlejer MBK A/S møde- og konferencelokaler. Pilestræde 65 ved siden af er en del at et kompleks, der hænger sammen med Købmagergade 50. Ejendommen er fra 1884 men lå dengang lidt sydvest for Pilestrædes gamle gadeforløb.